# Súc vật lao động
Súc vật lao động hay súc vật làm việc (Working animal) là các giống loài động vật (thường được thuần hóa hay gọi là súc vật) được con người nuôi giữ và huấn luyện để thực hiện các nhiệm vụ, công việc phục vụ cho con người, thông thường đây là các giống loài súc vật được nuôi để lấy sức lao động (sức cơ giới: sức cày kéo, thồ chở) là chính.

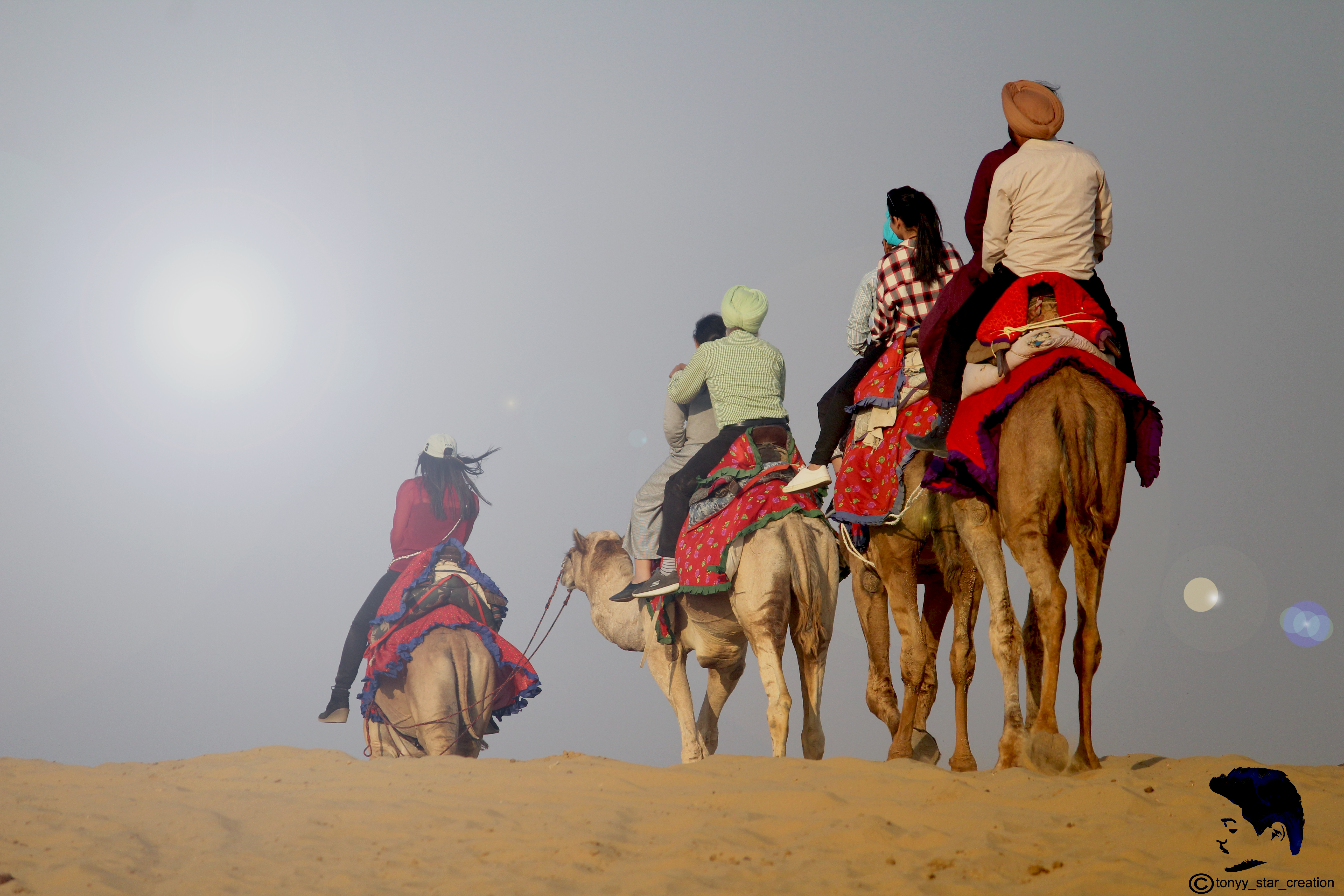
Cưỡi lạc đà

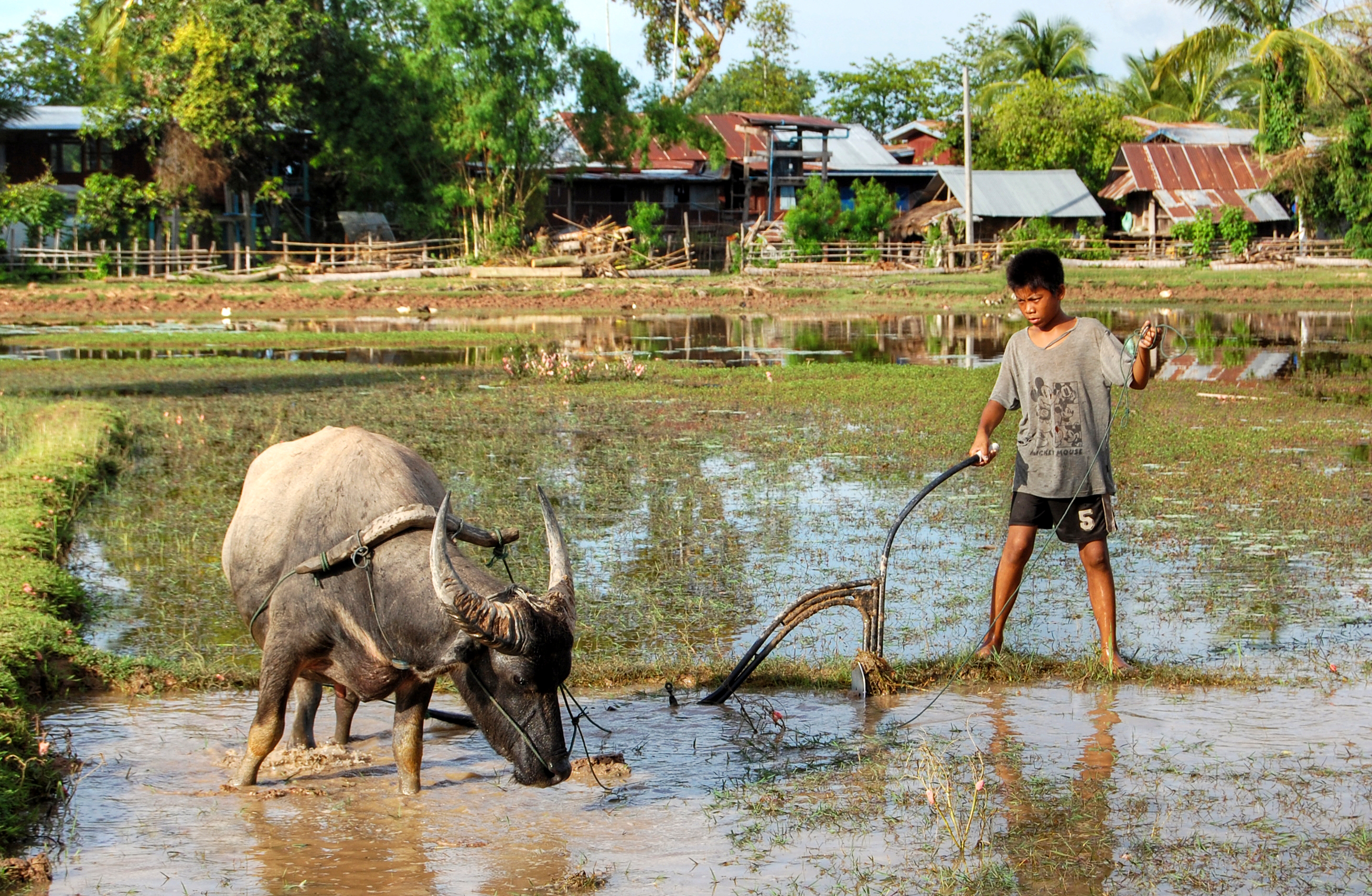
Trâu cày ruộng

## Đại cương
Những con thú vật này có thể là thành viên thân thiết trong gia đình và thực hiện các thao tác hỗ trợ, chẳng hạn như chó dẫn đường hoặc chó hỗ trợ khác, hoặc chúng có thể là động vật được huấn luyện để cung cấp sức kéo, chẳng hạn như ngựa kéo hoặc voi kéo. Những giống động vật ở dạng thứ hai này còn gọi là gia súc lao tác hay gia súc thồ kèo, thông thường là các loài đại gia súc (trâu, bò, lừa, ngựa, lạc đà) và thường được gọi là kiếp trâu ngựa (beasts of burden) vì điều này nói lên những công việc mà chúng đảm nhận là cực kỳ vất vả, khó nhọc và khổ ải.
Hầu hết động vật sử dụng cho mục đích làm việc là súc vật cày kéo hoặc động vật hỗ trợ. Chúng cũng có thể được sử dụng với mục đích kiêm dụng như lấy sữa để vắt sữa hoặc chăn gia súc, những công việc này đòi hỏi sự huấn luyện của con người để khuyến khích động vật hợp tác. Một số động vật vào cuối kỳ khi đã hết sức lao động, cũng có thể được sử dụng để lấy thịt hoặc các sản phẩm động vật khác như da và sừng, thay vì cuối đời chúng được chết một cách tự nhiên thì chúng sẽ được đưa vào lò mổ để tận dụng.
Lịch sử của súc vật lao động có thể diễn ra trước khi nông nghiệp bắt đầu. Xuất phát từ thái độ chinh phục khai thác loài vật, triệt để săn bắt mọi loài trên không, trên mặt đất và dưới nước. Đồng thời con người thuần hóa nuôi dưỡng được một vài loài, biến chúng thành nô lệ hoặc bạn hữu trong nhà, thành gia súc và gia cầm tạo nguồn sống căn bản cho con người và một ngành kinh tế khổng lồ. Trên khắp thế giới, hàng triệu con vật làm việc trong mối quan hệ với chủ sở hữu của chúng. Các loài thuần hóa thường được nuôi để phù hợp với các mục đích sử dụng khác nhau, đặc biệt là ngựa và chó làm việc (chó thợ). Súc vật làm việc thường được nuôi trong các trang trại, mặc dù một số vẫn còn bị bắt giữ từ tự nhiên, như cá heo và một số cá thể voi châu Á.
Người ta đã tìm thấy các ứng dụng cho nhiều loại năng lực tìm thấy ở động vật và ngay cả trong xã hội công nghiệp, nhiều động vật vẫn được sử dụng cho công việc truyền thống. Sức kéo và chuyên chở của ngựa, voi và bò được sử dụng trong việc kéo xe và các khúc gỗ nhất là ở những địa hình mà máy móc bị hạn chế. Cảm giác nhạy cảm của mùi chó được sử dụng để tìm kiếm ma túy và thuốc nổ cũng như giúp tìm con mồi thú săn trong khi săn bắn và tìm kiếm những người bị mất tích hoặc bị mắc kẹt. Một số động vật bao gồm lạc đà, lừa, ngựa và chó được sử dụng để vận chuyển, cưỡi hoặc kéo toa xe và xe trượt tuyết. Các động vật khác bao gồm chó và khỉ hoặc ngựa lùn có thể hỗ trợ người mù hoặc tàn tật.
Trong những dịp hiếm hoi, động vật hoang dã có thể không chỉ bị thuần hóa, mà còn được huấn luyện để thực hiện một công việc, mặc dù thường chỉ nhằm mục đích mới lạ hoặc giải trí, vì những con vật đó thường thiếu những đặc điểm đáng tin cậy và tính khí thuần hiền nhẫn nại chăm chỉ đặc trưng cho động vật lao động thật sự. Ngược lại, không phải tất cả động vật trong gia súc đều hoặc vật nuôi đều là động vật làm việc, như trong khi mèo có thể thực hiện việc bắt những con chuột bắt chước, nhưng nhiều nơi nuôi mèo chỉ để làm kiểng hoặc làm bầu bạn.
Các súc vật khác như cừu, hoặc thỏ, có thể có các mục đích sử dụng nông nghiệp để làm thịt, da và len, nhưng không thích hợp cho việc lao động. Cuối cùng, vật nuôi nhỏ trong nhà như hầu hết các loài chim (trừ một số loại chim bồ câu) hoặc chuột đồng nói chung không có khả năng thực hiện các thao tác công việc ngoài việc đơn giản chỉ là bầu bạn và không được xếp vào nhóm động vật làm việc.